# Кошмар на вулиці В'язів 5: Дитя сну
«Кошмар на вулиці В'язів 5: Дитя сну» (англ. A Nightmare on Elm Street: The Dream Child) — американський фільм жахів, режисера Стівена Гопкінса.

## Сюжет
Незламний дітовбивця, відроджується в дитині, що знаходиться в утробі матері. Єдиний шанс врятувати дитину — знайти непохований труп черниці Аманди Крюгер, що породила на світ таке чудовисько як Фредді, щоб його знищити.

## У ролях
| Актор               | Роль                            |
| ------------------- | ------------------------------- |
| Роберт Інглунд      | Фредді Крюгер                   |
| Ліза Вілкокс        | Еліс Джонсон                    |
| Келлі Джо Мінтер    | Івонн                           |
| Денні Хессел        | Ден Джордан                     |
| Еріка Андерсон      | Грета Гібсон                    |
| Ніколас Меле        | Денніс Джонсон                  |
| Джо Сілі            | Марк Грей                       |
| Велорі Армстронг    | місіс Джордан                   |
| Барр ДеБеннінг      | містер Джордан                  |
| Кларенс Фелдер      | містер Грей                     |
| Майкл Ештон         | Герні                           |
| Беатріс Боппл       | Аманда Крюгер                   |
| Метт Борленджі      | Джок                            |
| Ноубл Крейг         | поглинаючий Фредді              |
| Е.Р. Дейвіс         | доктор                          |
| Бет ДеПаті          | Енн                             |
| Вілл Іган           | водій вантажівки                |
| Стейсі Елліотт      | дівчина в шухляді               |
| Стівен Грайвз       | доктор Мур                      |
| Віт Хертфорд        | Джейкоб                         |
| Дженніфер Хоннеус   | дівчина в психіатричній лікарні |
| Джейк Джейкобс      | модний гість                    |
| Енні Ламадж         | хлопець на вулиці В'язів        |
| Джеррі Лоу          | черговий 1                      |
| Кара Марі           | дитина Джейкоб                  |
| Роксанна Мейвізер   | медсестра                       |
| Дон Максвелл        | тренер Острув                   |
| Джон Р. Мюррей      | клієнт                          |
| Марнетт Паттерсон   | маленька дівчинка               |
| Камерон Перрі       | гість                           |
| Марк Сіглер         | тридцять з чимось               |
| Майкл Бейлі Сміт    | Супер Фредді                    |
| Пет Стёрз           | Расін Гібсон                    |
| Сізар Ентоні Торрес | поліцейський                    |
| Пітер Тренчер       | модний                          |
| Воллі Джордж        | грає самого себе                |
| Рон Армстронг       | Hot Seat                        |
| Тед Ньюджент        | Hot Seat                        |
| Руді Сарзо          | Hot Seat                        |
| Ерік Сінгер         | Hot Seat                        |
| Джілл Адлер         | гість на вечері                 |
| Віктор А. Хеддокс   | ув'язнений                      |
| Джеймс Валло        | фельдшер                        |

## Цікаві факти
- Сценарій фільму неодноразово переписувався. Від первісної версії Джона Скіппа і Крейга Спектора практично нічого не залишилося в готовому фільмі. Від сценарію Леслі Боема залишилася лише половина. Вільям Вішер молодший і Девід Шоу полірували сценарій, а остаточний варіант всього лише за кілька днів до початку зйомок зібрав Майкл Де Люка.
- Мотоцикл, на якому мчить Ден, — Yamaha V-Max 1200. Його номерний знак — «FREDDY».
- Сцена вручення атестатів була значно урізана в готовому фільмі. Були вирізані такі моменти:
  - - промова Дена;
  - - діалог між Гретою і Расін;
  - - розмова між Івон, Еліс і Гретою була значно довшою;
  - - розмова про батьків і плани на майбутнє;
  - - сцена, в якій тато Еліс дарує їй камеру, на яку вона збирала гроші
  - (коли вони удвох йдуть фотографуватися на загальне фото, то можна помітити, що Еліс віддає камеру своєму батькові).
- Це — єдиний фільм в серії, де була змінена лічилочка Фредді.
- Спочатку:

```
 Раз, два, Фредді в гості чекай.
 Три, чотири, двері зачини.
 П'ять, шість, міцніше стисни хрест.
 Сім, вісім, тебе не спати попросимо.
 Дев'ять, десять, ніколи не спіть, діти.
```

```
One, two, Freddy`s coming for you.
Three, four, better lock your door.
Five, six, grab your crucifix.
Seven, eight, gonna stay up late.
Nine, ten, never sleep again.
```

- Змінений варіант:

```
 Раз, два, Фредді в гості чекай.
 Три, чотири, двері зачини.
 П'ять, шість, міцніше стисни хрест.
 Сім, вісім, тебе не спати попросимо.
 Дев'ять, десять, він повернувся знову.
```

```
One, two, Freddy`s coming for you.
Three, four, better lock your door.
Five, six, grab your crucifix.
Seven, eight, better stay up late.
Nine, ten, he `s back again.
```

- Стівену Кінгу і Френку Міллеру пропонували написати сценарій і поставити фільм.
- Під час сцени зґвалтування Аманди серед ув'язнених можна помітити Роберта Інглунда без гриму Фредді.
- Всі сцени смерті були урізані в значній мірі, для того щоб уникнути рейтингу «X». Сцена смерті Дена була набагато довшою і більш жорстокою: були вирізані моменти великих планів спотвореного обличчя Дена, а також сміх Фредді. Сцени, які у фільмі тривають лише кілька секунд, спочатку тривали кілька хвилин. Піддалася монтажу сцена вечері Грети: спочатку Фредді годував Грету за допомогою своєї рукавички її ж внутрішніми органами. Смерть Марка також повинна була бути більш кривавою.
- Зловісний сміх, лунає перед тим, як починаються фінальні титри, належить Вінсенту Прайсу, і взятий він з відеокліпу Майкла Джексона «Триллер» 1982 року.
- Коли Елліс приходить на ультразвук, на одній з табличок на дверях написано «Доктор Талалай» (мається на увазі один з продюсерів фільму — Рейчел Талалай). Але це єдиний фільм, над яким Талалай не працювала. Кілька років по тому вона зняла шосту серію під назвою «Останній кошмар».
- Невелика частина фільму була знята для перегляду в спеціальних окулярах у 3-D форматі.
- Багато громадських організацій сприйняли фільм як своєрідний виступ проти абортів.